# INKOTA-netzwerk
Das INKOTA-netzwerk e. V. ist eine entwicklungspolitische Organisation mit Hauptsitz in Berlin. Sie wurde 1971 als ökumenischer Arbeitskreis in der DDR gegründet und arbeitet seit 1990 als unabhängiger gemeinnütziger Verein mit Sitz in Berlin. Zu den Mitgliedern gehören entwicklungspolitische Basisgruppen, Kirchgemeinden, Weltläden und Einzelengagierte. Eine Regionalstelle befindet sich in Dresden.

## Geschichte
Der Verein wurde 1971 in Halle (Saale) von evangelischen und katholischen Studierenden sowie weiteren Engagierten gegründet. Einer der Mitgründer war der Agrarwissenschaftler Erich Hoffmann. INKOTA setzte die Arbeit der „Aktionsgemeinschaft für die Hungernden“ im Osten Deutschlands fort. Diese Gemeinschaft hatten 1957 – als eine der ersten deutschen entwicklungspolitischen Organisationen – Präses Lothar Kreyssig, Bischof Kurt Scharf, Willy Brandt, Heinz Galinski und andere Personen ins Leben gerufen.
Der Verein setzte sich in der DDR für unabhängige Informationen zum Nord-Süd-Konflikt und die Vision eines solidarischen Lebens sowie für Nord-Süd-Partnerschaften über die geschlossenen Grenzen hinweg ein. Der Name INKOTA (INformation, KOordination, TAgungen) stand für den Austausch unabhängiger Informationen, die  Koordination gemeinsamer Aktionen und die Veranstaltung von Tagungen zu entwicklungspolitischen Themen.
In den 1980er Jahren hat der Verein als ökumenischer Arbeitskreis unter dem Dach des Bundes der Evangelischen Kirchen den Konziliaren Prozess für Gerechtigkeit, Frieden und Bewahrung der Schöpfung in der DDR mitgetragen und geprägt. Wie andere Gruppen der Bürgerrechtsbewegung befand sich das INKOTA-netzwerk in Opposition zu den bestehenden Verhältnissen.

## Arbeitsschwerpunkte
Zu den Hauptbereichen gehören:
- Bildungs-, Öffentlichkeits- und Kampagnenarbeit zu entwicklungspolitischen Themen: Ziel der Kampagnenarbeit ist die Mobilisierung öffentlicher Unterstützung für eine sozial gerechte, ökologisch nachhaltige und friedliche Globalisierung, die allen Menschen und auch den folgenden Generationen ein Leben in Würde und eine selbstbestimmte Entwicklung zugesteht.  Thematische Schwerpunkte sind dabei die Verschuldung der Entwicklungsländer, die internationale Handels- und Agrarpolitik und die soziale Verantwortung (Corporate Social Responsibility) global agierender Unternehmen. INKOTA arbeitet in verschiedenen politischen Netzwerken und ist unter anderem Gründungsmitglied des globalisierungskritischen Netzwerks Attac in Deutschland. Publikationen wie die Zeitschrift Südlink und die Schriftenreihe INKOTA-Texte bieten Informationen und Diskussionsforen zu entwicklungspolitischen Fragestellungen. In der ersten Hälfte der 1990er Jahre wurde u. a. auch die Publikation Mahfel unterstützt. Im Jahr 2009 fördert INKOTA die bundesweite Aufführung des ARTE-Films Monsanto, mit Gift und Genen, um eine Diskussion zur Macht dieses Saatgut-Konzerns über die Welternährung anzustoßen. Der Verein ist Teil der Wir haben es satt! Bewegung für eine Agrarwende und Mitträger der seit 2011 stattfindenden gleichnamigen Demonstration.  2013 begann die Organisation die europaweite Kampagne "Make Chocolate Fair!", die bald von zahlreichen Organisationen in zwölf europäischen Ländern unterstützt wird.[3] INKOTA arbeitet in Multistakeholder-Initiativen wie der Fair Wear Foundation und dem Bündnis für Nachhaltige Textilien mit dem Ziel, die Arbeitsbedingungen in der Textil- und Bekleidungsindustrie zu verbessern. So förderte INKOTA die Initiative "Change your Shoes" mit dem Ziel, langfristig innerhalb der indischen Schuhindustrie bessere Arbeitsbedingungen sowie ein Recht auf Organisation in Gewerkschaften zu erreichen.[4]

- Projekte der Entwicklungszusammenarbeit: Unterstützung von Basisorganisationen in Nicaragua, El Salvador, Guatemala, Vietnam und Mosambik. Ziel der Projektarbeit ist es, langfristig die Lebenssituation unterprivilegierter Menschen in diesen Ländern zu verbessern und alternative soziale, wirtschaftliche und politische Strukturen zu fördern. Projektschwerpunkte sind lokale ländliche Entwicklung, Menschenrechte, Frauenförderung und die Arbeit mit behinderten und traumatisierten Kindern bilden.

## Finanzierung
Die Vereinsarbeit finanziert sich durch:
- Mitgliedsbeiträge und Spenden
- Zuwendungen von Kirchen und privaten Stiftungen
- Staatliche Zuschüsse, zum Beispiel des Bundesministerium für wirtschaftliche Zusammenarbeit und Entwicklung (BMZ)
- Zuwendungen der Europäischen Kommission, zum Beispiel von EuropeAid
- Mittel der INKOTA-Stiftung

Der Verein trägt das Spendensiegel des Deutschen Zentralinstituts für soziale Fragen (DZI).

## Mitgliedschaften
Der Verein ist Mitglied in folgenden Organisationen, Bündnisse und Kampagnen:
- Aktionsgemeinschaft Dienst für den Frieden (AGDF)
- Attac
- Berliner Entwicklungspolitischer Ratschlag
- Netzwerk Unternehmensverantwortung ”Corporate Accountability”
- Entwicklungspolitisches Netzwerk Sachsen
- Erlassjahr.de – Entwicklung braucht Entschuldung
- Forum Fairer Handel
- Forum Umwelt und Entwicklung
- Kampagne für Saubere Kleidung
- Klima-Allianz Deutschland
- Koordinierungskreis Mosambik
- Ökumenische Entwicklungsgenossenschaft Oikocredit
- Supermarkt-Initiative
- Verband Entwicklungspolitischer Nichtregierungsorganisationen (VENRO)